# Juliane Rasmussen
Juliane Elander Rasmussen, född 17 februari 1979, är en dansk roddare. 
Rasmussen tävlade för Danmark vid olympiska sommarspelen 2004 i Aten, där hon tillsammans med Johanne Thomsen slutade på 10:e plats i lättvikts-dubbelsculler. Vid olympiska sommarspelen 2008 i Peking slutade Rasmussen och Katrin Olsen på 7:e plats i lättvikts-dubbelsculler.
Vid olympiska sommarspelen 2012 i London slutade Rasmussen och Anne Lolk Thomsen på 4:e plats i lättvikts-dubbelsculler. Vid olympiska sommarspelen 2016 i Rio de Janeiro slutade de på 9:e plats i lättvikts-dubbelsculler.
Hon är gift med Mads Rasmussen, även han roddare.